# ジョージ・カンボソス・ジュニア 対 デヴィン・ヘイニー戦
ジョージ・カンボソス・ジュニア 対 デヴィン・ヘイニー戦（ジョージ・カンボソス・ジュニア たい デヴィン・ヘイニーせん）は、2022年6月5日、オーストラリアメルボルンのマーベル・スタジアムで開催されたプロボクシングの試合。WBA・WBO・IBF世界ライト級王者のカンボソスとWBC世界ライト級王者のヘイニーが行った4団体王座統一戦である。通算で8回目となる4団体統一戦となり、ライト級では初めてとなる4団体王座統一戦であった。結果、ヘイニーが12回3-0（116-112×2, 118-110）の判定勝ちを収め、4団体統一王者となった。

## 試合成立まで
2019年9月13日、フールー・シアターでヘイニーがザウル・アブドゥラエフと当初はWBC世界ライト級挑戦者決定戦を行う予定だったが、ワシル・ロマチェンコのフランチャイズ王座認定待機に伴うWBC世界ライト級暫定王座決定戦に変更して試合は行われ、4回終了時にアブドゥラエフが棄権したためTKO勝ちを収め王座を獲得した。
2019年10月23日、WBCは正規王者のロマチェンコをフランチャイズ王者に昇格させ、暫定王者のヘイニーを正規王者に昇格させた。
2019年11月9日、ロサンゼルスのクリプト・ドットコム・アリーナでヘイニーがWBC世界ライト級14位のアルフレド・サンティアゴと対戦し、12回3-0（3者ともに120-107）の判定勝ちを収め初防衛に成功した。
2020年11月7日、約1年ぶりの試合をフロリダ州ハリウッドのハード・ロック・ライブでヘイニーがWBC世界ライト級10位のユリオルキス・ガンボアと対戦し、12回3-0（118-109、2者が120-107）の判定勝ちを収め2度目の防衛に成功した。
2021年5月29日、ラスベガスのミケロブ・ウルトラ・アリーナでヘイニーがWBC世界ライト級4位のホルヘ・リナレスと対戦し、12回3-0（2者が116-112、115-113）の判定勝ちを収め3度目の防衛に成功した。
2021年11月27日、フールー・シアターでカンボソス・ジュニアがWBAスーパー・IBF・WBO世界ライト級王者テオフィモ・ロペスと対戦し、12回2-1（115-111、113-114、115-112）の判定勝ちを収め王座獲得に成功した。
2021年12月4日、ラスベガスのMGMグランド・ガーデン・アリーナでヘイニーがWBC世界ライト級暫定王者ジョセフ・ディアスと対戦し、12回3-0（116-112、2者が117-111）の判定勝ちを収め団体内王座統一に成功すると共に、4度目の防衛に成功した。
2022年3月27日、ヘイニーとカンボソス・ジュニアとの間でライト級初めての4団体王座統一戦を行う事を発表した。

## 対戦カード
^Note 1 WBA・WBC・IBF・WBO世界ライト級王座統一戦
リングマガジン世界ライト級タイトルマッチ